# Alquerías del Niño Perdido
Alquerías del Niño Perdido település Spanyolországban, Castellón tartományban. Alquerías del Niño Perdido Burriana, Nules és Vila-real községekkel határos. Lakosainak száma 4563 fő (2024).

## Népesség
A település népessége az elmúlt években az alábbi módon változott:
| Lakosok száma | 3538 | 3746 | 3866 | 4284 | 4433 | 4423 | 4528 | 4449 | 4539 | 4563 |
|               | 2001 | 2004 | 2006 | 2009 | 2011 | 2014 | 2016 | 2019 | 2021 | 2024 |